# Daniel Lissing
Daniel Lissing (* 4. Oktober 1981 in Sydney, New South Wales) ist ein australischer Schauspieler.

## Leben
Lissing wuchs in Sydney im Stadtteil Bondi Beach auf. Lissing war zunächst als Musiker tätig. Auf Anraten seines damaligen Musikagenten ging Lissing zu einer Audition für Werbespots und wurde engagiert. Seine eigentliche Film- und Fernsehkarriere begann, abgesehen von einigen kleinen früheren Rollen,  im Jahr 2006. Eine Schauspielschule besuchte Lissing, auch später, nicht. Er spielte zunächst als Gaststar in der erfolgreichen Fernsehserie Home and Away; in den Folgen 4237–4271 verkörperte er den neuen Feuerwehrmann (Fire Officer) Dave Elder. Es folgten Episodenrollen in den australischen Fernsehserien Out of the Blue (2008; als Angus „Tiger“ McKinon) und Die Chaosfamilie (2008–2009; als Heath).
2009 spielte er die Hauptrollen in zwei Kurzfilmen, Whiteline und Multiple Choice, was zu Engagements in australischen Fernsehserien führte. 2010 hatte er eine Episodenrolle in der australischen Krimiserie Cops L.A.C. Er spielte den Zeugen Ryan und war in dieser Rolle auch mit nacktem, durchtrainierten Oberkörper zu sehen. Lissing wurde seither regelmäßig als gutaussehender, australischer Fernsehdarsteller und als Sex-Symbol vermarktet. Er wurde als „Aussie heartthrob“ bezeichnet.
Ab 2011 gehörte er zum Hauptcast der australischen Fernsehserie Crownies; er spielte Conrad De Groot, den Verlobten der Rechtsanwältin Tatum Novak (Indiana Evans); diese Rolle verkörperte er bis zum Ende der Serie im Jahr 2011. 2011 war er in dem Kurzspielfilm Entwined, einer Mischung aus Filmdrama und Bollywood-Film, in der männlichen Hauptrolle zu sehen. Er spielte den Australier Aiden, der eine Liebesromanze mit der indischen Austauschstudentin Dalaja hat, deren Visa-Papiere gerade abgelaufen sind.
2012 stieg er bei der US-amerikanischen Fernsehserie Last Resort ein. Er spielte den Fähnrich zur See (Petty Officer) der U.S Navy und Navy SEAL James King. Last Resort war das erste Mal, dass Lissing für das US-amerikanische Fernsehen vor der Kamera stand.
In dem Spielfilm The Cure spielte er, unter der Regie von David Gould, den Biochemiker Ryan Earl, einen Wissenschaftler aus gutem Haus, der als Mitglied eines Forschungsteam davon überzeugt ist, dass seine Arbeit mehr Anerkennung und Wertschätzung verdient. 2014 übernahm er in dem Kriminalthriller John Doe: Vigilante die Rolle des Fernsehjournalisten Jake.
Von Januar 2014 bis April 2018 spielte er in der US-amerikanischen Westernserie Janette Oke: Die Coal Valley Saga die männliche Hauptrolle des Royal Canadian Mounted Police OfficerConstable Jack Thornton. 2015 spielte er in der Fernsehserie Eye Candy an der Seite von Victoria Justice.
Lissing ist neben seiner Tätigkeit als Schauspieler weiterhin auch als Singer-Songwriter tätig; er gab verschiedene Konzerte in Sydney. Er trat im Rahmen der Truppenbetreuung auch vor den Australischen Streitkräften (Australian Defense Force), die auf Ost-Timor im Pazifischen Ozean stationiert waren, auf. Für seinen Einsatz um den Frieden in Ost-Timor wurde er von der Australian Defense Force auch offiziell geehrt.
Lissing wurde in der Juni/Juli-Ausgabe 2012 des Inside Film Magazine als eines der „aufstrebenden australischen Talente“ („Australia's Rising Talents“) bezeichnet. Die australische Fernsehzeitschrift TV Week Magazine beschrieb Lissing als einen von „Australiens attraktivsten Kerlen im Fernsehen“ („Australia's Sexiest Blokes on Television“).

## Filmografie (Auswahl)
- 2006: Home and Away (Fernsehserie)
- 2008: Out of the Blue (Fernsehserie)
- 2008–2009: Die Chaosfamilie (Packed to the Rafters) (Fernsehserie)
- 2009: Whiteline (Kurzfilm)
- 2009: Multiple Choice (Kurzfilm)
- 2010: Cops L.A.C (Fernsehserie; Folge: A Veil of Tears)
- 2011: Entwined (Kinofilm)
- 2011: Crownies (Fernsehserie)
- 2012: Last Resort (Fernsehserie)
- 2012: Virus Outbreak: Lautloser Killer (The Cure) (Kinofilm)
- 2014: John Doe: Vigilante (Kinofilm)
- 2014: The Answers (Kurzfilm)
- 2014–2018: Janette Oke: Die Coal Valley Saga (When Calls the Heart) (Fernsehserie)
- 2015: Eye Candy (Fernsehserie)
- 2016: A December Bride (Fernsehfilm)
- 2017: Blindspot (Fernsehserie)
- 2017: Timeless (Fernsehserie)
- 2018: Weihnachten in White Deer (Fernsehfilm)
- 2018–2019: S.W.A.T. (Fernsehserie)
- 2019–2020: The Rookie (Fernsehserie)